# Chartreuse de Reillanne
La chartreuse de Reillanne, appelée aussi chartreuse Notre-Dame, est un monastère de l'ordre des chartreux située dans la commune de Reillanne (Alpes-de-Haute-Provence). Elle a été fondée en 1978 pour accueillir les moniales de l'ancienne chartreuse de Beauregard (Isère).
Pour la première fois, un monastère de moniales cartusiennes a été construit sur le plan type des monastères de chartreux (petites habitations personnelles autour d'un 'grand cloître'). Cela donne aux moniales une vraie solitude pour Dieu.

## Vie monastique

### Offices
Les offices sont en latin (chant grégorien) et en français. Les moniales bénéficient de trois sorties de cellule par jour pour aller à l'église : matines la nuit, messe conventuelle le matin, vêpres dans la soirée. Les dimanches et fêtes, la vie communautaire s'exprime davantage.

### Accueil
Seules les familles des moniales et les jeunes femmes dont la vocation cartusienne est à l'étude ont le droit de rendre visite aux moniales.

### Artisanat
Les religieuses vendent du miel, des icônes et des travaux de reliure. Elles font aussi du tissage pour assurer leur subsistance. La vente s'effectue sur place et au musée de la Grande Chartreuse.